# Уэлого, Ханату
Конкисвинде Ханату Уэлого (фр. Konkiswinde Hanatou Ouelogo; род. 5 августа 1978) — буркинийская дзюдоистка. Участница летних Олимпийских игр 2004 и 2008 годов, серебряный призёр чемпионата Африки 2004 года.

## Биография
Ханату Уэлого родилась 5 августа 1978 года.
В 2004 году завоевала серебряную медаль на чемпионате Африки по дзюдо в Тунисе в весовой категории до 48 кг Сорае Хаддад из Алжира.
В том же году вошла в состав сборной Буркина-Фасо на летних Олимпийских играх в Афинах. В весовой категории до 48 кг в 1/8 финала проиграла на 2-й минуте Любови Брулетовой из России. Была знаменосцем сборной Буркина-Фасо на церемонии открытия Олимпиады.
В 2005 году завоевала бронзовую медаль Франкофонских игр в Ниамее в весовой категории до 48 кг.
В 2008 году вошла в состав сборной Буркина-Фасо на летних Олимпийских играх в Пекине. В весовой категории до 48 кг уступила в четвертьфинале Келбет Нургазиной из Казахстана.